# Communauté de communes des monts d'Azur
La communauté de communes des Monts d'Azur est une ancienne structure intercommunale regroupant 14 communes du Nord des Alpes-Maritimes. La commune-centre était Saint-Auban.
Le 31 décembre 2013, elle est dissoute et ses communes rejoignent en majorité la communauté d'agglomération du Pays de Grasse ; Aiglun et Sallagriffon rejoignent pour leur part la communauté de communes des Alpes d'Azur.

## Composition
1. Aiglun
2. Amirat
3. Andon
4. Briançonnet
5. Caille
6. Collongues
7. Escragnolles
8. Gars
9. Le Mas
10. Les Mujouls
11. Saint-Auban
12. Sallagriffon
13. Séranon
14. Valderoure

## Pour approfondir